# Gynoplistia inflata
Gynoplistia inflata là một loài ruồi trong họ Limoniidae. Chúng phân bố ở miền Australasia.